# Wochtoga (wieś)
Wochtoga (ros. Вохтога) – wieś (dieriewnia) w Rosji, w obwodzie wołogodzkim, w rejonie griazowieckim. W 2010 liczyła 118 mieszkańców.